# Mermithogyne
Thường có đặc điểm là cánh ngắn lại, các mermithogyne được tìm thấy trong các bộ phận của họ Kiến (Formicidae), con chúa bị ảnh hưởng bởi giun tròn ký sinh thuộc chi Mermis.